# Baychimo (schip, 1914)

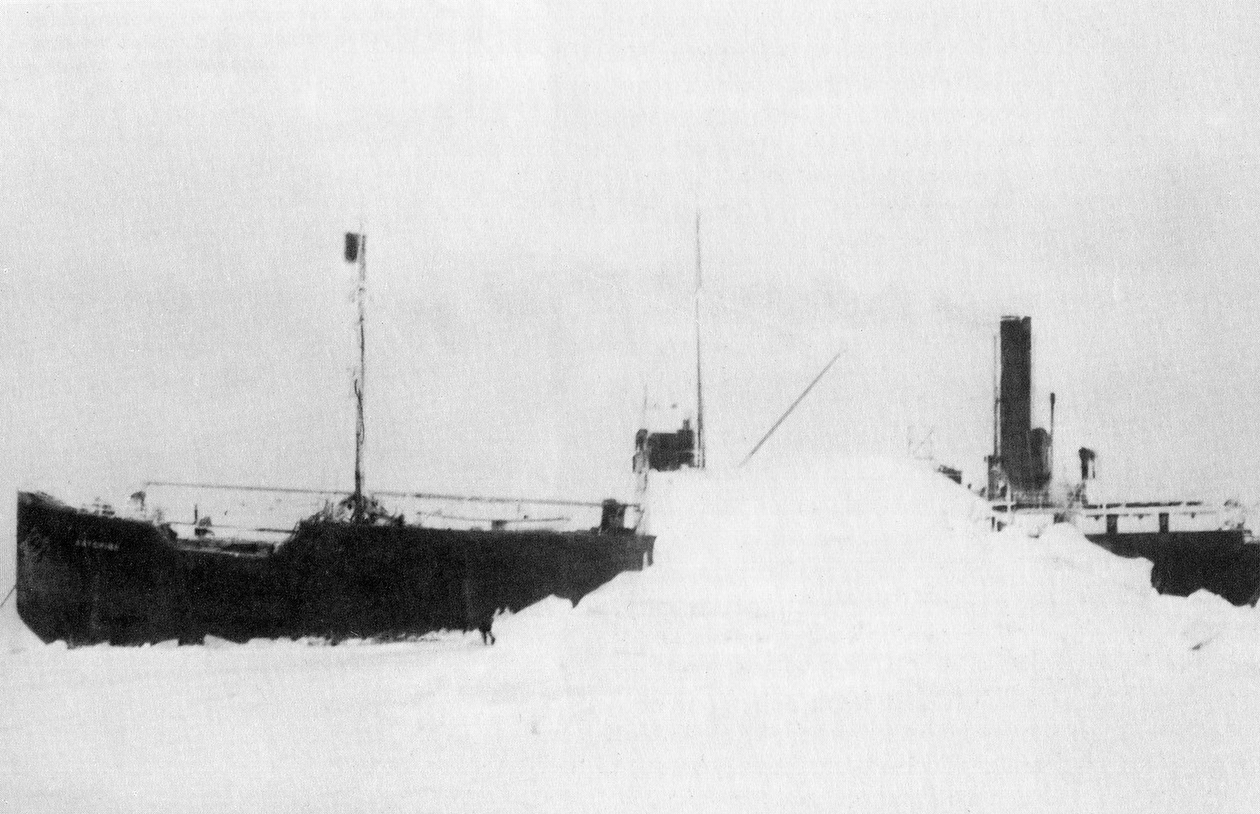
SS Baychimo, ergens in Canada.

De Baychimo is een vrachtschip van de Canadese Hudson's Bay Company. Het schip is bekend geworden nadat het op de Noordpool door de bemanning werd verlaten en daarna nog bijna 40 jaar als spookschip werd gesignaleerd.
Het schip was in 1914 gebouwd en speciaal voor de noordelijke Canadese handelsvloot geconstrueerd om het pakijs en de stromingen van de Poolzee te doorstaan. Jarenlang voer het door de Beaufortzee en door het McClintock Kanaal, waar geen ander schip daarvoor er ooit in was geslaagd meer dan twee opeenvolgende jaren die reis te maken. Voornamelijk werd bont vervoerd, gekocht van de lokale Inuit.
Op 6 juli 1931 vertrok het schip uit Vancouver met een 36-koppige bemanning onder het bevel van kapitein John Cornwall. De Baychimo voer door de Beringstraat en ging de noordwestelijke doorgang binnen. De kapitein kocht bont voor honderdduizenden dollars langs de kust van Victoria-eiland. Op de terugreis werd het schip gevangen door pakijs en een gigantische sneeuwstorm. Het schip dreigde verpletterd te worden en de bemanning trachtte de kust te bereiken. Eenmaal bij de kust, bij veiliger ijs, sloeg de bemanning een kamp op en maakten voorbereidingen voor een overwintering. Een storm, begin november, die drie dagen duurde, bracht een stijging van de temperatuur teweeg. De mannen kropen tevoorschijn om een kijkje te nemen en ontdekten dat de touwen van het schip waren gebroken en dat het was verdwenen.
Kapitein Cornwall leidde zijn mannen naar de veiligheid van Point Barrow, 70 kilometer verderop. Daar vernamen ze dat Inuit het vermiste schip 80 kilometer ten zuidwesten van zijn vroegere positie hadden gezien. De bemanning en een groep Inuit slaagden erin het schip te bereiken. Na twee weken hadden ze de meeste lading ontscheept; maar nog voordat ze hun werkzaamheden hadden beëindigd was de Baychimo opnieuw verdwenen.
De volgende lente werd het schip 450 kilometer verder naar het oosten bij Herschel Eiland gesignaleerd. De ontdekkingsreiziger Leslie Melvin vond het schip toen hij met een hondenslede een reis maakte. Hij ging aan boord en in zijn verslag vermeldde hij dat het schip in uitstekende staat verkeerde.
Sindsdien werd de Baychimo regelmatig gesignaleerd. Een groep Inuit ging in 1933 aan boord. Een plotselinge storm belette hen het schip te verlaten. 10 dagen lang dreven ze mee totdat ze erin slaagden via een ijsschots de kust te bereiken. In juni van datzelfde jaar werd het schip gezien door de Schotse plantkundige Isobel Hutchinson. Ook zij nam een kijkje op het schip. Jaar na jaar volgden verslagen van walvisjagers, poolonderzoekers, Inuit en ontdekkingsreizigers dat het schip was gezien.
In november 1939 moest een poging het schip naar een haven te slepen worden gestaakt wegens slecht weer. Maar het schip hield stand. Na een lange periode van stilte rond het schip zag een groep Inuit de Baychimo in maart 1956 in noordelijke richting drijven in de Beaufort. In maart 1962 ontdekten vissers het kennelijk nog steeds zeewaardige schip in datzelfde gebied. 
De laatste waarneming van het schip dateert wederom van een groep Inuit in 1969, 38 jaar nadat het schip was verlaten. Ze zat toen vast in het pakijs van de Beaufortzee, tussen Cape Barrow en Point Barrow. Daarna is het schip niet meer gesignaleerd; vermoedelijk is het gezonken.